# Pasaron cosas

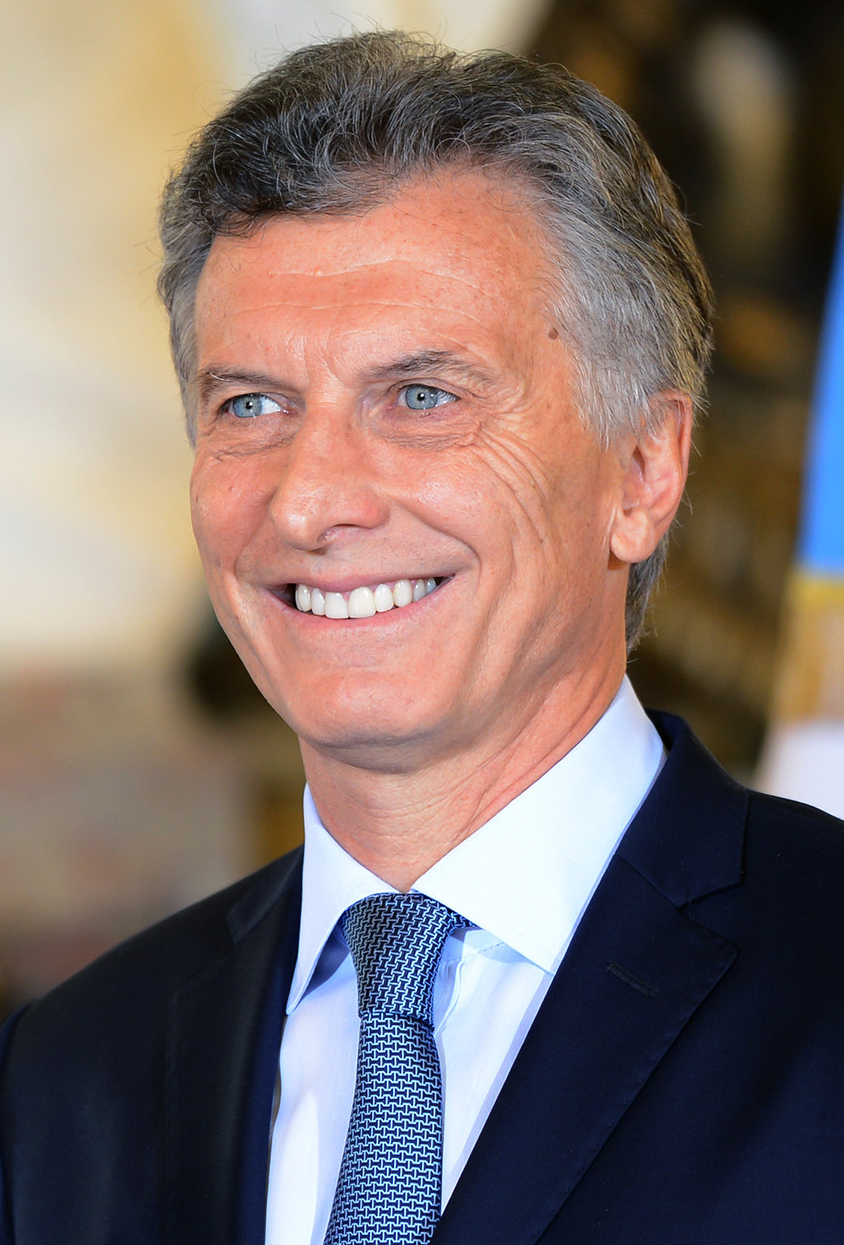
Mauricio Macri, autor de la frase.

«Veníamos bien, pero de golpe pasaron cosas» (por lo general abreviada simplemente como «Pasaron cosas») fue una frase pronunciada por el entonces presidente de la Nación Argentina Mauricio Macri el 17 de junio de 2018 durante una entrevista con el periodista Jorge Lanata al intentar justificar el empeoramiento de la situación económica del país sufrido en los dos meses previos, con una crisis cambiaria que culminó con la renuncia del presidente del Banco Central de la República Argentina, Federico Sturzenegger, el 14 de junio, quien dejó el puesto con una inflación acumulada de 95% y una devaluación del peso de 175%. Al pronunciar la frase, Macri buscaba desligar a su gobierno de la responsabilidad en cuanto a la crisis y afirmó que era consecuencia de que el mundo se encontraba en una «situación volátil».
Dicha explicación fue objeto de una rápida ridiculización y críticas generalizadas, en su mayoría por parte de la oposición  y sectores de la clase media afectada por la crisis, convirtiéndose en un popular meme de internet y siendo parodiada de variadas maneras en distintos medios. Desde entonces, la frase es habitualmente empleada en medios de comunicación o redes sociales para referirse a un viraje negativo de acontecimientos para una persona o entidad que ocurre de manera repentina, luego de un período prolongado de prosperidad o ventaja.

## Antecedentes
Durante su período como Jefe de Gobierno de la ciudad de Buenos Aires (2007-2015), Mauricio Macri, del partido Propuesta Republicana (PRO), había señalado en numerosas ocasiones a la inflación en Argentina como una de las principales falencias de los gobiernos del Frente para la Victoria (FpV) encabezados primero por Néstor Kirchner (2003-2007) y luego por su esposa, Cristina Fernández de Kirchner (2007-2015). El 30 de enero de 2014, entrevistado por Fernando del Rincón para el programa Conclusiones, Macri, visto para entonces como uno de los principales aspirantes a la presidencia de cara a 2015, afirmó que la inflación alta era una «demostración de incapacidad de gestión». El 8 de febrero de 2015, durante una entrevista para el Canal 26, Macri declaró que eliminar la inflación sería «la cosa más simple que tendría que hacer» si llegaba a ser electo presidente. Durante su campaña electoral, Macri llegó a prometer una inflación inferior al dígito para finales del segundo año de mandato. Tras su victoria en las elecciones presidenciales de 2015 y cuatro meses después de asumir, el 20 de marzo de 2016, afirmó que, si la inflación no bajaba, su gobierno asumiría toda la responsabilidad y «no le echaría la culpa a nadie».
Durante el mandato de Macri, sin embargo, la inflación continuó aumentando. Durante la primera mitad de su mandato y a pesar de sus anteriores comentarios, Macri declaró que la imposibilidad de disminuir la inflación no era responsabilidad de su mandato, sino de distintos problemas externos, y a principios de 2018, luego de que el año 2017 finalizara con un 24,8 % de inflación, el gobierno modificó sus metas económicas: de un 10% en 2018 a un 15%, y de un 5% en 2019 a un 10%. Durante el segundo trimestre del año 2018, se desató una crisis cambiaria, que llevó al derrumbe del valor del peso argentino, el aumento del riesgo país al segundo más alto del mundo y de las tasas de interés, convertidas en las más altas del mundo con un 40%, seguido de lejos por Surinam (25%), Venezuela (21,7%) y Haití (20%). El fracaso de las medidas tomadas por el presidente del Banco Central de la República Argentina, Federico Sturzenegger, para combatir la crisis, condujo finalmente a su renuncia el 14 de junio de 2018. Sturzenegger comentó que, en su opinión, las razones aducidas por el presidente y resumidas en la expresión «pasaron cosas» no causaron la crisis, sino que «la culpa reside en las políticas que se decidieron. El deterioro de la política fiscal en primer lugar, y, luego, la elección de apostar por un crecimiento a corto plazo, incluso a expensas de las instituciones monetarias y la inflación».

## Entrevista
Tras la renuncia de Sturzenegger, Macri concedió una entrevista con el periodista Jorge Lanata en el programa Periodismo para todos, que fue transmitida el 17 de junio. Lanata le preguntó si se habían producido operaciones intencionales en el mercado para detonar la crisis, a lo que Macri respondió que no. El presidente comparó el modelo del gobierno kirchnerista con la crisis en Venezuela y afirmó que el modelo de su gobierno «respetaba las reglas» como «un país más en el mundo». En los primeros cuarenta segundos de la entrevista, que duró aproximadamente veintidós minutos, tuvo lugar la frase:

Lanata: ...del otro lado tenés un montón de gente preocupada por cómo cerró el dólar el viernes [15 de junio] y una sensación —que no sé si es real, vos me dirás— como de pulseada con el gobierno, de "a ver quién gana y quién pierde" esta historia. ¿Tiene nombre eso? ¿Hay gente que está operando en el mercado —gente concreta— que está operando en el mercado para presionar el dólar y que suba?

Macri: No, puede haber, por supuesto, mucha gente que quiere que las cosas vuelvan para atrás, pero esto es más profundo, y a la vez... superficial. El mundo compró una Argentina que se alejaba del "Modelo Venezuela" para ir a un modelo de inclusión, moderna [sic], de la gente, de trabajo, de crecimiento, de desarrollo... respetando reglas. No, diciendo "voy a jugar el mundial de fútbol con catorce jugadores", como hacía el gobierno anterior, "yo invento de vuelta las reglas del mundo". No. Nosotros... somos uno más. Y veníamos bien, pero de golpe pasaron cosas, porque también el mundo está volátil. Y aumentó... un cambio de presidente [sic], se apreció el dólar, aumentaron las tasas de interés, aumentó el petróleo, nosotros seguimos siendo importadores netos de energía...
Entrevista de Mauricio Macri con Jorge Lanata, 17 de junio de 2018.

## Reacciones
La frase recibió numerosas críticas de parte de la oposición, entre las que se cuenta un comunicado de prensa del grupo de intelectuales «La Fragata», y se convirtió rápidamente en un meme de internet. Pasado un año de la frase, algunos medios argentinos continuaron recordando la expresión y la utilizaron para criticar su gobierno. Un programa de radio conducido por el economista Alejandro Bercovich en la estación Radio con Vos lanzado el 11 de septiembre de 2018 lleva el nombre Pasaron cosas en recordatorio a la frase del presidente. Además, el dicho de Macri sirvió para titular un libro de cuentos de crítica social del locutor, humorista e influencer Pedro Rosenblat, además de un estudio sobre el «fracaso del neoliberalismo argentino». La frase se popularizó y reapropió como una manera de expresar la pérdida de control sobre una situación cotidiana después de mostrar una confianza excesiva, tales como la una derrota futbolística (destacando la derrota por 3 a 0 de la selección argentina ante la selección croata el 21 de junio, tres días después de pronunciada la frase), la pérdida de un trabajo o la ruptura de una relación. Tras haber comenzado su mandato y llegado a la mitad de este con picos de popularidad elevados, Macri resultó derrotado por el justicialista Alberto Fernández en las elecciones de 2019, en las que buscaba la reelección, y abandonó la presidencia con uno de los índices de popularidad histórica más bajos. Numerosos sondeos posteriores califican negativamente su período en el cargo.